# Nikola Ivezić
Nikola Ivezić (1 april 2003) is een Montenegrijns voetballer die sinds 2022 als doelman uitkomt voor Lommel SK.

## Clubcarrière
Ivezić maakte op 15 augustus 2020 in het shirt van FK Podgorica zijn profdebuut: op de eerste speeldag stond hij onder de lat tegen OFK Titograd (2-0-winst). Ivezić bleef het hele seizoen in doel staan. Ook tijdens het seizoen 2021/22 was hij de eerste doelman van de hoofdstedelingen, die dat seizoen voor het eerst Europees voetbal speelden maar op het einde van het seizoen wel uit de Prva Crnogorska Liga degradeerden nadat ze voorlaatste eindigden en in de barragewedstrijden tegen FK Arsenal Tivat onderuit gingen. Ivezić speelde enkel de heenwedstrijd, die Podgorica met 4-0 verloor.
In juni 2022 tekende hij bij de Belgische tweedeklasser Lommel SK.
1 Fiermarín ·
3 Lemoine ·
4 Wuytens ·
5 Kis ·
6 Neven  ·
7 Henkens ·
8 Rosa ·
9 Saito ·
10 Agyepong ·
11 Kadiri ·
12 Lambrix ·
14 Tolinsson ·
16 Verschueren ·
17 Belghali ·
18 Þórðarson ·
19 Arzani ·
20 De Busser ·
21 Troonbeeckx ·
22 Kabongo ·
23 Vandersmissen ·
24 Boussouf ·
25 Aminu ·
27 Caio Roque ·
28 Anello ·
29 Aguilar ·
32 Talvitie ·
Coach: Van der Veen